# Panurgus catulus
Panurgus catulus är en biart som beskrevs av Warncke 1972. Panurgus catulus ingår i släktet fibblebin, och familjen grävbin. Inga underarter finns listade i Catalogue of Life.